# Madson Ferreira dos Santos
Madson Ferreira dos Santos (Salvador, 13 de janeiro de 1992), é um futebolista brasileiro que joga como lateral-direito. Atualmente, está no Athletico Paranaense.

## Carreira

### Antecedentes
Nascido em Salvador, Bahia, Madson começou sua carreira nas categorias de base do Vitória aos 10 anos de idade. No clube, ficou até 2007, quando foi dispensado. No mesmo ano, se transferiu para as categorias de base do Bahia.

### Bahia
Madson foi promovido ao time profissional em 2010, mas não chegou a ter oportunidades. 
Em 2011, o jogador foi vice-campeão da Copa São Paulo de Futebol Júnior, sendo um dos destaques da equipe, levando o Tricolor da Boa Terra pela primeira vez à final do torneio, marcando dois gols na semifinal contra o América Mineiro. No mesmo ano, Madson teve sua primeira chance no time principal, na goleada por 4–0 sobre o Fluminense de Feira, no Estádio Joia da Princesa, válida pelo Campeonato Baiano
Em 2012, foi titular ao longo do primeiro semestre e conquistou o Campeonato Baiano, seu primeiro título como profissional. No mês de maio, sofreu uma lesão que o deixou de fora dos gramados por quatro meses, voltando apenas em setembro, diante do Internacional, na derrota por 3–1 no Beira-Rio, quando se machucou novamente e ficou de fora da equipe pelo resto do ano.
No ano de 2013, Madson foi titular do Tricolor de Aço, ao longo da disputa do Brasileirão, que terminou com a permanência do Bahia na Série A sendo confirmada na penúltima rodada. O lateral no entanto, passou por uma queda de rendimento na segunda parte da competição e chegou a ser vaiado pela torcida, recebendo o apoio do então treinador, Cristóvão Borges.

### ABC
Em 2014 sem muitas chances no clube baiano, Madson foi emprestado ao ABC até o final do ano. Marcou o primeiro gol de sua carreira profissional, na vitória por 2–1 sobre o Vasco na Arena das Dunas, válida pela Copa do Brasil.
Foi destaque do Alvinegro Potiguar ao longo da disputa da Série-B de 2014, devido a sua grande velocidade, sendo geralmente parado apenas com faltas.

### Vasco da Gama
Em janeiro de 2015, se desligou do Bahia e acertou por três temporadas com o Vasco da Gama. Fez sua estreia na vitória por 2–0 sobre a Cabofriense no Moacyrzão. Foi campeão carioca de 2015, sendo o líder de assistências da equipe e eleito o melhor lateral-direito da competição. Ao longo do ano, foi titular absoluto da equipe, sendo uma das principais peças ofensivas, devido a sua grande velocidade; no entanto não conseguiu evitar o rebaixamento do Cruzmaltino a Série-B do Brasileirão.
Em junho de 2016, teve o seu contrato prorrogado até julho de 2019. Em 1 de outubro de 2016, no dia em que completou 100 jogos com a camisa cruzmaltina, o lateral finalmente marcou seu primeiro gol pelo Vasco, descontando na derrota por 3–1 diante do Náutico, na Arena Pernambuco. Ao longo do ano, alternou a titularidade com Yago Pikachu, que também era aproveitado no meio-campo.
No início de 2017, o jogador atravessava má fase e com a chegada de Gilberto perdeu espaço na lateral cruzmaltina, chegando a receber sondagens de Cruzeiro, Botafogo e Goiás, no entanto, com a lesão do lateral titular no mês de julho, Madson recuperou seu espaço e agradou o treinador Zé Ricardo, que o manteve na equipe titular mesmo após a volta de Gilberto.

### Grêmio
Em janeiro de 2018, acertou com o Grêmio, por 4 temporadas.

### Athletico Paranaense
Em fevereiro de 2019, Madson foi emprestado para o Athletico Paranaense por um ano, com opção de compra.
No Furacão em 2019, Madson contribuiu com cinco gols e duas assistências em 32 jogos, além de ser parte do elenco campeão da Copa do Brasil.

### Santos
Em dezembro de 2019, o Santos realizou uma troca com o Grêmio: o lateral Victor Ferraz foi para o tricolor gaúcho, enquanto Madson foi para o clube praiano. Madson atuou no Santos por três temporadas e deixou a equipe ao fim da temporada de 2022.
Madosn fez um ótimo 2022 pelo Peixe, foram 42 jogos disputados (27 deles, no Campeonato Brasileiro), com cinco gols marcados e quatro assistências.
No Peixe desde 2020, Madson se despediu com 14 gols e 12 assistências em 127 jogos.

## Seleção Brasileira
Em 2011, como um dos destaques do Bahia na Copa São Paulo de Futebol Júnior, Madson foi convocado pelo técnico Ney Franco para a disputa dos Jogos Pan-Americanos de Guadalajara no México, onde o lateral foi titular em todos os jogos, porém a Seleção Brasileira fracassou, não passando sequer da fase de grupos.

## Estatísticas
Até 24 de julho de 2022.
| Clube                | Temporada         | Campeonato nacional | Campeonato nacional | Copa nacional[a] | Copa nacional[a] | Competições internacionais[b] | Competições internacionais[b] | Outros torneios[c] | Outros torneios[c] | Total | Total |
| Clube                | Temporada         | Jogos               | Gols                | Jogos            | Gols             | Jogos                         | Gols                          | Jogos              | Gols               | Jogos | Gols  |
| -------------------- | ----------------- | ------------------- | ------------------- | ---------------- | ---------------- | ----------------------------- | ----------------------------- | ------------------ | ------------------ | ----- | ----- |
| Bahia                | 2011              | —                   | —                   | —                | —                | —                             | —                             | 1                  | 0                  | 1     | 0     |
| Bahia                | 2012              | 1                   | 0                   | 6                | 0                | —                             | —                             | 14                 | 0                  | 21    | 0     |
| Bahia                | 2013              | 28                  | 0                   | 1                | 0                | 3                             | 0                             | 1                  | 0                  | 33    | 0     |
| Bahia                | 2014              | —                   | —                   | —                | —                | —                             | —                             | 11                 | 0                  | 11    | 0     |
| Bahia                | Total             | 29                  | 0                   | 7                | 0                | 3                             | 0                             | 27                 | 0                  | 66    | 0     |
| ABC                  | 2014              | 23                  | 1                   | 3                | 1                | —                             | —                             | —                  | —                  | 26    | 2     |
| ABC                  | Total             | 23                  | 1                   | 3                | 1                | —                             | —                             | —                  | —                  | 26    | 2     |
| Vasco da Gama        | 2015              | 33                  | 0                   | 7                | 0                | —                             | —                             | 16                 | 0                  | 56    | 0     |
| Vasco da Gama        | 2016              | 29                  | 1                   | 6                | 0                | —                             | —                             | 18                 | 0                  | 53    | 1     |
| Vasco da Gama        | 2017              | 19                  | 0                   | —                | —                | —                             | —                             | 4                  | 0                  | 23    | 0     |
| Vasco da Gama        | Total             | 81                  | 1                   | 13               | 0                | —                             | —                             | 38                 | 0                  | 132   | 1     |
| Grêmio               | 2018              | 8                   | 0                   | 2                | 0                | 3                             | 0                             | 9                  | 1                  | 22    | 1     |
| Grêmio               | Total             | 8                   | 0                   | 2                | 0                | 3                             | 0                             | 9                  | 1                  | 22    | 1     |
| Athletico Paranaense | 2019              | 27                  | 5                   | 2                | 0                | 2                             | 0                             | 1                  | 0                  | 32    | 5     |
| Athletico Paranaense | Total             | 27                  | 5                   | 2                | 0                | 2                             | 0                             | 1                  | 0                  | 32    | 5     |
| Santos               | 2020              | 26                  | 5                   | 2                | 0                | 8                             | 0                             | 3                  | 0                  | 39    | 5     |
| Santos               | 2021              | 31                  | 3                   | 3                | 1                | 12                            | 0                             | 0                  | 0                  | 46    | 4     |
| Santos               | 2022              | 14                  | 0                   | 3                | 1                | 4                             | 0                             | 8                  | 1                  | 29    | 2     |
| Santos               | Total             | 71                  | 5                   | 8                | 2                | 24                            | 0                             | 11                 | 1                  | 114   | 11    |
| Total na carreira    | Total na carreira | 239                 | 15                  | 35               | 3                | 32                            | 0                             | 86                 | 2                  | 392   | 20    |

- a. ^ Jogos da Copa do Brasil
- b. ^ Jogos da Copa Sul-Americana
- b. ^ Jogos da Copa do Nordeste, Campeonatos estaduais e Torneios amistosos

## Títulos
Athletico Paranaense
- Copa do Brasil: 2019
- Copa Suruga Bank: 2019
- Campeonato Paranaense: 2023 e 2024

Grêmio
- Campeonato Gaúcho: 2018

Vasco da Gama
- Taça Rio: 2017
- Campeonato Carioca: 2015 e 2016
- Taça Guanabara: 2016

Bahia
- Campeonato Baiano: 2012 e 2014[22]

### Títulos Individuais
- Melhor Lateral-direito do Campeonato Carioca: 2015